# Рындозеро
Рындозеро — пресноводное озеро на территории Авдеевского сельского поселения Пудожского района Республики Карелии.

## Общие сведения
Площадь озера — 1,1 км². Располагается на высоте 82 метров над уровнем моря.
Котловина ледникового происхождения.
Форма озера продолговатая: оно вытянуто с севера на юг. Берега каменисто-песчаные, местами заболоченные.
В озеро впадают четыре ручья. С юго-западной стороны озера вытекает безымянный водоток, впадающий с левого берега в реку Шалицу, которая является притоком реки Водлы, впадающей в Онежское озеро.
Острова на озере отсутствуют. Средняя амплитуда колебаний уровня составляет 1,1 м.
Рыба: сиг, щука, плотва, лещ, окунь, налим, ёрш.
С юго-запада к озеру подходит лесная дорога.
Населённые пункты вблизи водоёма отсутствуют.
Код объекта в государственном водном реестре — 01040100411102000019618.